# Canton du Muy
Pour les articles homonymes, voir Muy.
Le canton du Muy est une ancienne division administrative française située dans le département du Var et la région Provence-Alpes-Côte d'Azur.

## Géographie
Ce canton est organisé autour du Muy dans l'arrondissement de Draguignan. Son altitude varie de 0 m (Puget-sur-Argens) à 561 m (Le Muy) pour une altitude moyenne de 18 m.

## Histoire
Le canton est créé par décret du 2 août 1973 scindant le canton de Fréjus.

## Représentation
| Période | Période          | Identité          | Étiquette | Qualité |
| ------- | ---------------- | ----------------- | --------- | --- |
| 1973    | 1979             | Robert Aymard     | PS        | Directeur d’usine Maire du Muy 1947-1969 et 1971-1977 |
| 1979    | 1992             | André Cabasse     | PS        | Maire de Roquebrune-sur-Argens (1977-1993) |
| 1992    | 1995 (démission) | Michel Hamaide    | DVD       | Ancien officier Député (1986-1988) Ancien conseiller général du canton de Fréjus (1988-1992)                                                                                                 |
| 1995    | 2015             | Jean-Pierre Serra | DVD       | Secrétaire général d'une banque régionale Conseiller municipal et adjoint au maire (1983-1993) puis maire de Roquebrune-sur-Argens (1993-2001) Vice-président du conseil général (2004-2015) |

## Composition
Le canton du Muy regroupait 3 communes et comptait 28 459 habitants (recensement de 2010 sans doubles comptes).
| Nom                   | Code Insee | Intercommunalité                          | Superficie (km2) | Population (dernière pop. légale) | Densité (hab./km2) |
| --------------------- | ---------- | ----------------------------------------- | ---------------- | --------------------------------- | ------------------ |
| Le Muy (chef-lieu)    | 83086      | CA Dracénie Provence Verdon agglomération | 66,58            | 9 389 (2014)                      | 141                |
| Puget-sur-Argens      | 83099      | CA Estérel Côte d'Azur Agglomération      | 26,90            | 7 322 (2014)                      | 272                |
| Roquebrune-sur-Argens | 83107      | CA Estérel Côte d'Azur Agglomération      | 106,10           | 12 344 (2014)                     | 116                |

## Démographie
| 1962  | 1968   | 1975   | 1982   | 1990   | 1999   | 2006   | 2009 |
| ----- | ------ | ------ | ------ | ------ | ------ | ------ | ---- |
| 8 668 | 10 551 | 13 170 | 16 252 | 23 502 | 25 543 | 26 986 | -    |